# Keith County
Keith County är ett administrativt område i delstaten Nebraska, USA, med 8 368 invånare. Den administrativa huvudorten (county seat) är Ogallala. 

## Geografi
Enligt United States Census Bureau har countyt en total area på 2 875 km². 2 748 km² av den arean är land och 127 km² är vatten.

### Angränsande countyn
- Arthur County - nord
- McPherson County - nordost
- Lincoln County - öst
- Perkins County - syd
- Deuel County - väst
- Garden County - nordväst
- Sedgwick County, Colorado - sydväst

### Orter
- Belmar
- Brule
- Keystone
- Lemoyne
- Martin
- Ogallala (huvudort)
- Paxton
- Roscoe
- Sarben